# Де-Ленд-Саутуэст (Флорида)
Де-Ленд-Саутуэст (англ. De Land Southwest) — статистически обособленная местность, расположенная в округе Волуша (штат Флорида, США) с населением в 1169 человек по статистическим данным переписи 2000 года.

## География
По данным Бюро переписи населения США статистически обособленная местность Де-Ленд-Саутуэст имеет общую площадь в 1,55 квадратных километров, водных ресурсов в черте населённого пункта не имеется.

## Демография
По данным переписи населения 2000 года в Де-Ленд-Саутуэст проживало 1169 человек, 258 семей, насчитывалось 387 домашних хозяйств и 459 жилых домов. Средняя плотность населения составляла около 754,19 человек на один квадратный километр. Расовый состав населённого пункта распределился следующим образом: 25,15 % белых, 70,66 % — чёрных или афроамериканцев, 0,09 % — коренных американцев, 0,43 % — азиатов, 1,11 % — представителей смешанных рас, 2,57 % — других народностей. Испаноговорящие составили 7,19 % от всех жителей статистически обособленной местности.
Из 387 домашних хозяйств в 29,5 % воспитывали детей в возрасте до 18 лет, 33,3 % представляли собой совместно проживающие супружеские пары, в 30,0 % семей женщины проживали без мужей, 33,1 % не имели семей. 26,6 % от общего числа семей на момент переписи жили самостоятельно, при этом 8,0 % составили одинокие пожилые люди в возрасте 65 лет и старше. Средний размер домашнего хозяйства составил 2,73 человек, а средний размер семьи — 3,32 человек.
Население статистически обособленной местности по возрастному диапазону по данным переписи 2000 года распределилось следующим образом: 26,8 % — жители младше 18 лет, 7,8 % — между 18 и 24 годами, 23,8 % — от 25 до 44 лет, 21,3 % — от 45 до 64 лет и 20,4 % — в возрасте 65 лет и старше. Средний возраст жителей составил 38 лет. На каждые 100 женщин в Де-Ленд-Саутуэст приходилось 79,0 мужчин, при этом на каждые сто женщин 18 лет и старше приходилось 68,8 мужчин также старше 18 лет.
Средний доход на одно домашнее хозяйство статистически обособленной местности составил 13 090 долларов США, а средний доход на одну семью — 18 929 долларов. При этом мужчины имели средний доход в 17 083 доллара США в год против 17 417 долларов среднегодового дохода у женщин. Доход на душу населения статистически обособленной местности составил 13 090 долларов в год. 41,9 % от всего числа семей в населённом пункте и 45,7 % от всей численности населения находилось на момент переписи населения за чертой бедности, при этом 50,9 % из них были моложе 18 лет и 43,7 % — в возрасте 65 лет и старше.